# (2147) Kharadze
(2147) Kharadze est un astéroïde de la ceinture principale.

## Description
(2147) Kharadze est un astéroïde de la ceinture principale. Il fut découvert le 25 octobre 1976 à La Silla par Richard M. West. Il présente une orbite caractérisée par un demi-grand axe de 3,17 UA, une excentricité de 0,05 et une inclinaison de 10,1° par rapport à l'écliptique.

## Compléments